# Per Ledin
Per Ledin (* 14. September 1978 in Luleå) ist ein schwedischer Eishockeyspieler, der zuletzt beim Lausanne HC in der Schweizer National League A unter Vertrag stand.

## Karriere
Per Ledin begann seine Karriere als Eishockeyspieler beim Vännäs HC, für das er in der Saison 1995/96 sein Debüt in der damals noch drittklassigen Division 2 gab. Anschließend wechselte der Angreifer zum Zweitligisten IF Björklöven, mit dem er 1998 und 2000 jeweils in die Elitserien aufstieg. Trotz des erneuten Aufstieges verließ er im Anschluss an die Saison 1999/2000 seine Mannschaft und unterschrieb bei den Baton Rouge Kingfish in der East Coast Hockey League, für die er in 26 Spielen vier Tore erzielte und acht Vorlagen gab, ehe er im Laufe der Saison 2000/01 nach Schweden zurückkehrte, wo er einen Vertrag beim Erstligisten Luleå HF erhielt, bei dem er in den folgenden fünf Spielzeiten jeweils einen Stammplatz hatte. 
Im Sommer 2005 unterschrieb Ledin bei Färjestad BK, mit dem er in der Saison 2005/06 erstmals Schwedischer Meister wurde. Diesen Erfolg konnte der Linksschütze 2008 mit dem HV71 wiederholen. Zur Saison 2008/09 wurde der Nationalspieler von der Colorado Avalanche verpflichtet, für die er in drei Spielen in der National Hockey League auf dem Eis stand. Den Großteil der Spielzeit verbrachte er jedoch bei deren Farmteam aus der American Hockey League, den Lake Erie Monsters, so dass er zur Saison 2009/10 zu seinem Ex-Club HV71 zurückkehrte. Beim HV71 gehörte er in den folgenden vier Spielzeiten zu den Spielern mit den meisten Strafminuten und war in der Saison 2012/13 der meistbestrafte Spieler der Elitserien mit 129 Strafminuten. Im Mai 2013 kehrte er zu Luleå HF zurück. In seiner zweiten Saison gewann er mit dem Klub die Champions Hockey League. Nach zweijährigem Verbleib ging Ledin wieder ins Ausland und spielte in der Saison 2015/16 beim EC Red Bull Salzburg in Österreich. Er gewann mit den Bullen den Meistertitel in der Österreichischen Eishockey-Liga.
Im August 2016 wechselte er zum Lausanne Hockey Club in die Schweizer National League A (NLA).

### International
Für Schweden nahm Ledin an der Weltmeisterschaft 2008 teil, bei der er mit seiner Mannschaft den vierten Platz belegte. Zudem wurde er 2007 mit der schwedischen Inlinehockeynationalmannschaft Weltmeister.

## Erfolge und Auszeichnungen
- 1998 Aufstieg in die Elitserien mit IF Björklöven
- 2000 Aufstieg in die Elitserien mit IF Björklöven
- 2006 Schwedischer Meister mit Färjestad BK
- 2008 Schwedischer Meister mit dem HV71
- 2010 Schwedischer Meister mit dem HV71
- 2015 Champions-Hockey-League-Gewinn mit Luleå HF
- 2016 Österreichischer Meister mit dem EC Red Bull Salzburg

### International
- 2007 Goldmedaille bei der Inlinehockey-Weltmeisterschaft

## Statistik
(Stand: Ende der Saison 2010/11)